# Mistrzostwa Japonii w Lekkoatletyce 2010
Mistrzostwa Japonii w Lekkoatletyce 2010 – zawody lekkoatletyczne, które odbyły się w dniach 4 – 6 czerwca w Marugame. 

## Rezultaty

### Mężczyźni
| Konkurencja:                  | Złoto             | Wynik    | Srebro           | Wynik    | Brąz               | Wynik    |
| Bieg na 100 m                 | Masashi Eriguchi  | 10,26    | Naoki Tsukahara  | 10,45    | Hirotaka Taguchi   | 10,47    |
| Bieg na 200 m                 | Kenji Fujimitsu   | 20,38    | Mitsuhiro Abiko  | 20,74    | Shinji Takahira    | 20,80    |
| Bieg na 400 m                 | Yūzō Kanemaru     | 45,56    | Yusuke Ishizuka  | 46,03    | Hideyuki Hirose    | 46,05    |
| Bieg na 800 m                 | Masato Yokota     | 1:47,25  | Ryosuke Awazu    | 1:48,88  | Yasuhiro Makino    | 1:50,16  |
| Bieg na 1500 m                | Yasunori Murakami | 3:45,76  | Masahiro Takaya  | 3:45,81  | Yuichiro Ueno      | 3:46,15  |
| Bieg na 5000 m                | Martin Mathathi   | 13:16,91 | Bidan Karoki     | 13:23,85 | Yuki Matsuoka      | 13:40,11 |
| Bieg na 10000 m               | Kensuke Takezawa  | 28:43,08 | Satoru Kitamura  | 28:44,16 | Yuki Sato          | 28:44,59 |
| Bieg na 3000 m z przeszkodami | Takeshi Takeda    | 8:47,61  | Jun Shinoto      | 8:50,02  | Hiroyoshi Umegae   | 8:50,93  |
| Bieg na 110 m przez płotki    | Tasuku Tanonaka   | 13,58    | Yuto Aoki        | 13,66    | Yutaro Furukawa    | 13,72    |
| Bieg na 400 m przez płotki    | Kenji Narisako    | 49,01    | Naohiro Kawakita | 49,63    | Takayuki Koike     | 49,76    |
| Skok wzwyż                    | Hiromi Takahari   | 2,21     | Satoru Kubota    | 2,18     | Naoyuki Daigo      | 2,18     |
| Skok o tyczce                 | Takafumi Suzuki   | 5,50     | Hiroki Sasase    | 5,50     | Yuya Ariake        | 5,30     |
| Skok w dal                    | Yohei Sugai       | 8,10     | Rikiya Saruyama  | 7,87     | Naohiro Shinada    | 7,83     |
| Trójskok                      | Yoshihiro Suzuki  | 16,17    | Yohei Kajikawa   | 16,09    | Takayuki Tsunoyama | 15,96    |
| Pchnięcie kulą                | Satoshi Hatase    | 17,96    | Yohei Murakawa   | 17,92    | Sotaro Yamada      | 17,88    |
| Rzut dyskiem                  | Shigeo Hatakeyama | 58,90    | Yuji Tsutsumi    | 55,75    | Kazumasa Yomogida  | 54,21    |
| Rzut młotem                   | Kōji Murofushi    | 77,35    | Hiroaki Doi      | 71,33    | Hiroshi Noguchi    | 67,88    |
| Rzut oszczepem                | Yukifumi Murakami | 80,60    | Nobuhiro Sato    | 76,49    | Genki Dean         | 74,06    |

### Kobiety
| Konkurencja:                  | Złoto             | Wynik    | Srebro            | Wynik    | Brąz            | Wynik    |
| Bieg na 100 m                 | Chisato Fukushima | 11,30    | Momoko Takahashi  | 11,39    | Mayumi Watanabe | 11,66    |
| Bieg na 200 m                 | Momoko Takahashi  | 23,56    | Chisato Fukushima | 23,57    | Saori Imai      | 24,15    |
| Bieg na 400 m                 | Chisato Tanaka    | 54,46    | Sayaka Aoki       | 54,56    | Asami Chiba     | 54,64    |
| Bieg na 800 m                 | Akari Kishikawa   | 2:05,22  | Ruriko Kubo       | 2:06,47  | Ayako Jinnouchi | 2:07,60  |
| Bieg na 1500 m                | Mika Yoshikawa    | 4:18,68  | Saori Yamashita   | 4:19,91  | Yukari Nomura   | 4:20,98  |
| Bieg na 5000 m                | Ann Mwangi        | 15:15,46 | Kayoko Fukushi    | 15:29,80 | Ryoko Kizaki    | 15:41,40 |
| Bieg na 10000 m               | Kayoko Fukushi    | 31:47,56 | Ryoko Kizaki      | 32:31,64 | Yukiko Akaba    | 32:36,32 |
| Bieg na 3000 m z przeszkodami | Minori Hayakari   | 9:56,25  | Ivana Sekyrová    | 10:04,37 | Mai Hashimoto   | 10:13,37 |
| Bieg na 100 m przez płotki    | Asuka Terada      | 13,32    | Rena Joshita      | 13,57    | Mami Ishino     | 13,58    |
| Bieg na 400 m przez płotki    | Satomi Kubokura   | 55,83    | Miyabi Tago       | 56,31    | Sayaka Aoki     | 56,90    |
| Skok wzwyż                    | Kiyoka Fujisawa   | 1,77     | Ayumi Mori        | 1,77     | Yuki Mimura     | 1,74     |
| Skok o tyczce                 | Tomomi Abiko      | 4,25     | Takayo Kondo      | 4,20     | Mami Nakano     | 4,10     |
| Skok w dal                    | Kumiko Imura      | 6,31     | Sachiko Masumi    | 6,23     | Hanako Koutake  | 5,99     |
| Trójskok                      | Fumiyo Yoshida    | 13,24    | Waka Maeda        | 13,05    | Aya Honda       | 12,88    |
| Pchnięcie kulą                | Yoko Toyonaga     | 15,79    | Reina Hiruta      | 14,95    | Yukiko Shirai   | 14,92    |
| Rzut dyskiem                  | Yuka Murofushi    | 53,64    | Ai Shikimoto      | 51,51    | Ayaka Honda     | 49,19    |
| Rzut młotem                   | Yuka Murofushi    | 63,50    | Masumi Aya        | 62,96    | Mika Takekawa   | 59,27    |
| Rzut oszczepem                | Yuki Ebihara      | 59,01    | Emika Yoshida     | 56,46    | Risa Miyashita  | 53,76    |

## Chód na 20 km
Mistrzostwa Japonii w chodzie na 20 kilometrów rozegrano 31 stycznia w Kobe.

### Mężczyźni
| Konkurencja:  | 1. miejsce   | Rezultat | 2. miejsce       | Rezultat | 3. miejsce       | Rezultat |
| Chód na 20 km | Kim Hyun-Sub | 1:20:39  | Kōichirō Morioka | 1:20:43  | Akihiro Sugimoto | 1:22:32  |

### Kobiety
| Konkurencja:  | 1. miejsce      | Rezultat | 2. miejsce  | Rezultat | 3. miejsce   | Rezultat |
| Chód na 20 km | Mayumi Kawasaki | 1:30:37  | Kumi Otoshi | 1:30:58  | Fumika Kiryu | 1:35:45  |

## Chód na 50 km
Mistrzostwa Japonii w chodzie na 50 kilometrów rozegrano 17 kwietnia w Wajima. Piąte miejsce zajął Lim Jung-Hyun, który wynikiem 3:55:56 ustanowił rekord Korei Południowej w tej konkurencji.

### Mężczyźni
| Konkurencja:  | 1. miejsce    | Rezultat | 2. miejsce       | Rezultat | 3. miejsce    | Rezultat |
| Chód na 50 km | Yuki Yamazaki | 3:46:56  | Kōichirō Morioka | 3:49:29  | Takayuki Tani | 3:53:27  |

## Wieloboje
Mistrzostwa Japonii w Wielobojach rozegrano 12 i 13 czerwca w Kawasaki.

### Mężczyźni
| Konkurencja:  | 1. miejsce     | Rezultat  | 2. miejsce | Rezultat  | 3. miejsce  | Rezultat  |
| Dziesięciobój | Keisuke Ushiro | 7833 pkt. | Ryu Murata | 7485 pkt. | Koki Someya | 7467 pkt. |

### Kobiety
| Konkurencja: | 1. miejsce  | Rezultat  | 2. miejsce     | Rezultat  | 3. miejsce | Rezultat  |
| Siedmiobój   | Yuki Nakata | 5670 pkt. | Fumie Takehara | 5231 pkt. | Aya Honda  | 4932 pkt. |